# Фридрих, Иосиф Францевич
Иосиф Францевич Фридрих (9 июня 1853, Карлсбад — 1916, Москва) — чешско-российский кларнетист.
Учился игре на кларнете частным образом у Юлиуса Писаржовича в Праге. Дебютировал в оркестре Пражской оперы, затем играл в оркестрах в Пльзене, Берлине, Лондоне.
C 1882 г. в Москве, в 1886 году принял российское подданство. До 1910 г. играл в оркестре Большого театра, сперва как солист, но в 1897 г. должен был уступить первый пульт Сергею Розанову. С 1891 г. и до конца жизни преподавал в Московской консерватории, среди его учеников Семён Беллисон и Фёдор Николаевский. В целом, однако, как считается, загруженность Фридриха оркестровой работой не позволяла ему сосредоточиться на преподавании и своих учениках.